# Хитово
Хи́тово (болг. Хитово) — село в Добрицькій області Болгарії. Входить до складу общини Добричка.

## Населення
За даними перепису населення 2011 року у селі проживали 205 осіб.
Національний склад населення села:
| Національність   | Кількість осіб | Відсоток |
| ---------------- | -------------- | -------- |
| болгари          | 135            | 66,2%    |
| турки            | 61             | 29,9%    |
| цигани           | 7              | 3,4%     |
| Всього відповіли | 204            |          |

Розподіл населення за віком у 2011 році:
Динаміка населення: